# Виросток
Ви́росток (лат. condylus) — потовщення або виступи на кінцях кістки (епіфізах), до яких кріпляться м'язи (наприклад, виступи нижнього кінця плечової кістки) або які є частиною суглоба (наприклад, по сторонах потиличного отвору, на нижньому кінці гомілки).